# Beringija
Beringija je ohlapno opredeljena regija, ki jo obdaja Beringov preliv med Čukotskim morjem in Beringovim morjem. Vključuje dele Čukotskega polotoka in Kamčatke v Rusiji kot tudi delček Aljaske v Združenih državah Amerike. Območje obsega ozemlja, ki ležijo na severni ameriški tektonski plošči in sibirska ozemlja vzhodno od sibirskega gorovja Čerski. V zgodovinskih kontekstih pa vključuje tudi Beringov kopenski most, starodavni kopenski most, ki je bil do 1000 km širok ob svojem največjem obsegu in je pokrival okoli 1.600.000 kvadratnih kilometrov. Ta kopenski most je v različnih obdobjih v pleistocenskih ledenih dobah, povezoval Azijo in Severno Amerike.
Izraz Beringija je skoval švedski botanik Eric Hultén leta 1937.  V ledenih dobah Beringija, kot večina Sibirije in ves sever in severovzhod Kitajske, ni bila poledenela ker je bilo sneženje zelo lahko.  To je bila travnata stepa, vključno s kopenskim mostom, ki je ležala na stotine kilometrov daleč na obeh straneh celin. Menijo, da je v Beringiji le majhna človeška populacija, kvečjemu nekaj tisoč osebkov, preživela  pleniglacial, izolirana od populacije svojih prednikov v Aziji za vsaj 5.000 let, preden se je širila v Ameriki pred nekje okoli 16.500 leti, v poznem ledeniškem maksimumu, ko so se ameriški ledeniki, ki so blokirali pot proti jugu, stopili, in preden je most zajelo morje okoli 11.000 let pred sedanjostjo. 
Pred evropsko kolonizacijo, je bila Beringija naseljena z ljudstvom Jupik na obeh straneh ožine. Ta kultura še vedno živi v regiji skupaj z drugimi. V letu 2012 sta vladi Rusije in Združenih držav Amerike objavili načrt za formalno ustanovitev "čezmejnega prostora skupne Beringijske dediščine". Med drugim bi ta sporazum vzpostavil tesne vezi med zaščitenimi območji Bering Land Bridge National Preserve in Cape Krusenstern National Monument v Združenih državah Amerike in načrtovanim Narodnim parkom Beringija v Rusiji 

## Geografija
- Beringov kopenski most - poledenitev Wisconsin
- Beringov kopenski most - regionalno - deglaciacija
- Beringov kopenski most - regionalno - danes

Med zadnjo ledeno dobo je v velikem ledenem pokrovu dovolj zemeljske vode, ki je pokrival Severno Ameriko in Evropo, zamrznilo, da je povzročilo znižanje morske gladine. Na tisoče let so bila morska tla izpostavljena mnogim interglacialnim plitvim morjem, vključno tista ob Beringovem prelivu. Drugi kopenski mostovi po svetu so se pojavili in izginili na podoben način. Pred približno 14.000 leti je bila celinska Avstralija povezana z Novo Gvinejo in Tasmanijo, Britansko otočje je postalo podaljšek celinske Evrope prek suhih ozemelj v Rokavskem prelivu in Severnem morju in suha porečja južno kitajskega morja so povezala Sumatro, Javo in Borneo z azijsko celino.
Vzpon in padec globalnih morskih gladin je nastal v več obdobjih pleistocenske dobe potapljanja in izpostavljanja premostitveni kopenski masi med Azijo in Severno Ameriko. Beringov kopenski most naj bi bil izpostavljen tako v času poledenitve, ki je nastala pred 35.000 leti pred sedanjostjo in v bolj zadnjem obdobju 22.000-17.000 let pred sedanjostjo. Ožino se je ponovno odprla približno 15.500 let pred sedanjostjo in približno 11.000 let pred sedanjostjo blizu svoje sedanje oblike. Post-glacialni pasovi še naprej opozarjajo na nekaterih delih obale.
Osrčje Beringije brez ledu je služilo kot velikansko ekološko pribežališče med maksimalno poledenitvijo za tiste rastline tundre, ki lahko preživijo vetru izpostavljene arktične puščavske razmere.  Beringija je nenehno spreminjala svoj ekosistem kot je spreminjajoče podnebje vplivalo na okolje, ki so ga rastline in živali bile sposobne preživeti. Masa ozemlja bi lahko bila ovira, kot tudi most: v hladnejših obdobjih, ko so ledeniki napredovali je raven padavin padla. V toplejših intervalih so oblaki, dež in sneg spremenili tla in način odvodnjavanja. Fosilni ostanki kažejo, da so smreka, breza in topol enkrat prerasli njihovo današnje najsevernejše območje, kar kaže, da so bila obdobja, ko je bilo podnebje toplejše in bolj mokro. Okoljske razmere v Beringiji niso bile homogene. Nedavne študije stabilnih izotopov kostnega kolagena volnatega mamuta kažejo, da je bila zahodna Beringija (Sibirija) hladnejša in bolj suha kot vzhodna Beringija (Aljaska in Jukon), ki je ekološka raznolikost izrazitejša.  Mastodont, ki je bil za hrano odvisen od grmovnic, se je pogosto pojavil v odprti suhi tundri, ki je bila krajinska značilnost Beringije v hladnejših obdobjih. V tej tundri so uživali namesto mamutov. Izumrli bor vrste Pinus matthewsii je bil opisan iz pliocenskih sedimentov na področjih Jukona kot pribežališča. 

## Človeška naselitev
Beringov kopenski most je bil verjetno pot migracij iz Azije v Ameriko pred približno 20.000 leti.  Študija  je pokazala, da jih je od ljudi, ki so migrirali čez ta kopenski most v tistem času, samo 70 zapustilo svoj genetski zapis v sodobnih potomcih, morda pravih ustanoviteljev populacije (to se lahko napačno razume, kot da pomeni, da je le 70 ljudi prečkalo v Severno Ameriko), obalni kolonisti so verjetno tudi že veliko prej prečkali ozemlje, vendar znanstveno mnenje ostaja razdeljeno in obalni predeli niso ponudili dodatne informacije, saj sedaj ležijo potopljena v do sto metrov globokem morju. Kopenske živali so tudi migrirale preko Beringije in prinesle v Severno Ameriko vrste, ki so se razvile v Aziji: sesalci, kot so proboscideans in levi (Panthera leo atrox or P. atrox), ki so se razvili v zdaj-izumrle endemične severnoameriške vrste; in omogočalo kopitarjem in kamelam, ki so se razvile v Severni Ameriki (in kasneje tam izumrl), da so se selili v Azijo.
Študija, objavljena leta 2007, kaže, da so se migracije preko Beringovega kopenskega mostu zgodile pred 12.000 leti in da je vsak človek, ki je migriral čez  ta most prišel iz vzhodne Sibirije in da je vsak avtohton Američan neposreden potomec iz iste skupine priseljencev iz vzhodne Sibirije.  Avtorji ugotavljajo, da "edinstvena genetska varianta razširjena med domačini na obeh celinah kaže, da so prvi ljudje v Ameriko prišli v enem migracijskem ali več valovih iz enega samega vira, ki niso valovi migracij iz različnih virov."

## Prejšnje povezave
Biogeografski dokazi kažejo dosedanje povezave med Severno Ameriko in Azijo. Podobni fosili dinozavrov se pojavljajo tako v Aziji kot v Severni Ameriki. Za primer je dinozaver Saurolophus, ki so ga našli tako v Mongoliji kot v zahodni Severni Ameriki. Sorodniki troodonta, triceratops a in celo tiranozavra vsi prišli iz Azije.
Fosili na Kitajskem kažejo migracije azijskih sesalcev v Severno Ameriko pred približno 55 milijoni let. Od pred 20 milijoni let, dokazi v Severni Ameriki kaže na nadaljnjo izmenjavo vrst sesalcev. Nekateri, kot starodavne sabljezobe mačke, imajo ponavljajoč geografski razpon: Evropa, Afrika, Azija in Severna Amerika. Edini način, da bi lahko dosegli Novi svet je bil  Beringov kopenski most. Če tega mostu v tistem času ne bi bilo, bi bila favna po svetu zelo različna.
Raziskovalci so začeli uporabljati molekularno filogenijo za sledenje zgodovini favnistične izmenjave in diverzifikacije, s pomočjo genetske zgodovine parazitov in patogenov v severnoameriških kopitarjih. Mednarodni projekt Beringian Coevolution Project je sodeloval pri zagotovitvi gradiva za oceno vzorca in časa favnistične izmenjave in morebitnega vpliva zadnjih vremenskih dogodkov na diferenciacijo.

## Drugi pomembni kopenski mostovi
- Doggerland, nekdanji kopenski most v južnem delu Severnega morja, ki je v času zadnje ledene dobe povezoval otok Velike Britanije s celinsko Evropo
- Panamska ožina, ki je pred tremi milijoni let omogočil veliko ameriško izmenjavo živali.
- Sinajski polotok, ki povezuje Afriko in Evrazijo
- Adamov most (znan kot Rama Setu), ki je povezoval Indijo in Šrilanko